# Die Braut von Daalenhof
Die Braut von Daalenhof (auch Die Braut von Glomdal, Originaltitel Glomdalsbruden) ist der Titel eines Stummfilm-Melodrams, das Carl Theodor Dreyer 1926 nach zwei Erzählungen des norwegischen Autors Jacob Breda Bull in Norwegen für die Victoria Film Oslo realisierte. Das Drehbuch schrieb er selbst. Er arbeitete in seinem Film improvisierend und überwiegend mit Laiendarstellern. Das seinem Drehbuch zugrunde liegende Werk hat er nach eigener Aussage erst im Zug auf dem Weg zum Drehort gelesen. Weil die Darsteller nach der Sommerpause wieder zurück zu ihren Theatern mussten, blieb ihm auch nicht viel Zeit, den Film zu drehen.

## Handlung
Tore kommt nach Jahren, in denen er für fremde Leute gearbeitet hat, nach Hause, um den heruntergekommenen Bauernhof seiner Familie zu übernehmen. In seinem jugendlichen Eifer möchte er ihn zu einer ebenso stattlichen Größe ausbauen wie den Daalenhof auf der anderen Seite des Flusses. Dort lebt die schöne Bauerntochter Berit. Tore, der sie schon von klein auf kennt, liebt sie, und Berit erwidert seine Zuneigung. Aber ihr Vater hat sie Gjermund, dem Sohn des reichen Nachbarn, versprochen, der bei ihm um Berit angehalten hat.
Als die Hochzeit näher rückt, will ihr Vater sie auf Gjermunds Hof bringen, doch als er unterwegs einen Nachbarn zur Feier einladen will, reitet Berit fort, um Zuflucht bei Tore und seinen Eltern zu suchen. Dabei erleidet sie einen Sturz vom Pferd. Durch die Pflege in Tores Familie kommt sie wieder zu Kräften und bringt unter Fürsprache des Vikars und seiner Frau, die sich ihrer Sache annehmen, ihren Vater dazu, in die Verbindung mit Tore einzuwilligen.
Gjermund, rasend vor Eifersucht, will die Hochzeit verhindern. Er macht die Boote los, welche die Hochzeitsgesellschaft braucht, um über den Fluss zu kommen, und lässt sie davontreiben. Es kommt zu einem dramatischen Kampf mit den Naturgewalten. Tore versucht, den Fluss zu Pferde zu überqueren, doch die Strömung reißt ihn aus dem Sattel, so dass er hilflos im Wasser treibt, bis es ihm schließlich gelingt, auf von der Strömung zusammengetriebene Baumstämme zu steigen und Halt zu finden.
Gjermund beobachtet sein Werk vom sicheren Ufer aus und muss mit ansehen, dass sein Plan nicht glückt. Tore kommt heil ans Land, bekommt seine Berit und unter Anteilnahme der ganzen Gemeinde wird in der Dorfkirche die Hochzeit gefeiert.

## Hintergrund
Regie und Szenario lagen in Händen von Carl Theodor Dreyer. Die Photographie besorgte Einar Olden. Das Bühnenbild schuf Jens Wang.
Die Außenaufnahmen entstanden im Gebiet von Osterdal, etwa 125 Meilen nördlich von Oslo, wo Jacob Breda Bull zuhause war. Die Studioszenen wurden in der Festung Åkershus am südlichen Stadtrand von Oslo aufgenommen, einem Backsteinbau aus dem 17. Jahrhundert, den König Christian IV. von Dänemark errichten ließ.
Der Film wurde von Dansk-Svensk Film verliehen. Er wurde in Norwegen am 1. Jänner 1926 im Carl Johan-Theater, Oslo und am 15. März 1926 in Dänemark im Admiral Palads Kopenhagen uraufgeführt. In die Kinos kam er am 15. April 1926. Er wurde auch in Deutschland als „Die Braut von Daalenhof“, in Frankreich als Les fiancés de Glomdal, außerdem in Italien, Portugal und Polen gezeigt. In der anglophonen Welt hieß er The Bride of Glomdal.

## Rezeption
„‚Ein Intermezzo, eine kleine Volkserzählung’, nennt Carl Theodor Dreyer diesen leichten, von Sonnenlicht durchfluteten Film, in dem Einstellungen von fließendem Wasser und flirrendem Laub mit unschuldiger Sexualität korrespondieren. ‚Glomdalsbruden‘ wurde 1926 während weniger norwegischer Sommertage unter improvisatorischen Umständen gedreht. Wie zumeist arbeitete Dreyer auch hier mit Laien als Schauspielern.“.
„Akteure müssen nach ihrer geistigen Ähnlichkeit mit den Charakteren, die sie spielen sollen, ausgesucht werden - sodass man die Seele eines Menschen in seinem Gesicht erkennen kann.“ (H.T. bei film.at)
Der Schauspieler Einar Sissener, der damals am Nationaltheater in Oslo im Engagement war, sollte die Hauptrolle spielen. Darin musste der Held gegen Ende des Filmes durch gefährliche Stromschnellen schwimmen, wofür ein stunt man engagiert war, der jedoch im entscheidenden Augenblick kniff. Daher rief Dreyer Sissener an und fragte ihn, ob er eine Lebensversicherung habe; als dieser verneinte, forderte er ihn auf, rasch eine abzuschließen, sich von seiner Familie zu verabschieden und zwei Flaschen Branntwein mitzubringen, denn er müsse die Wasserszene spielen.
Die Natur spielt in „Die Braut von Daalenhof“ in einer wichtigen Rolle mit. Großartige Berge und ein reißender Fluss geben dem Film, der im Hochsommer in Norwegen entstand, seinen Rahmen. Er ist ein Melodrama, aber eines von leichtem Tonfall.
“The film is distinguished by some dramatic scenes with cross-cutting inspired by D.W. Griffith. The scenes fall toward the end of the film, when Tore has to dramatically ford the river to get his Berit. We are treated to a romantic and happy end, a quite uncharacteristic thing for Dreyer”.
The Bride of Glomdal wurde in Dänemark und Norwegen gut aufgenommen; besonders die Wirkung der eindrucksvollen norwegischen Landschaft wurde hervorgehoben. Der Film zählt nicht unbedingt zu den allerbedeutendsten Werke Dreyers, der damit aber angesichts der recht chaotischen Dreh-Umstände ziemlich zufrieden war.
Die Kopenhagener Zeitung Berlingske Tidende schrieb am 4. Juni 1926:
“Die Braut von Glomdal ist keine Enttäuschung, sondern ein großer Erfolg. Zusammenarbeit von Dänen und Norwegern bekommt man heutzutage selten zu sehen, nichtsdestoweniger halten die Darsteller ihre beiden Nationalitäten in Ehren. Bezeichnend : die gute dänische Regie und die prächtige norwegische Landschaft.”.
“For The Bride of Glomdal, Dreyer went again to Norway, which seems to have acted as a fountain of youth for him as it did before with The Parson’s Widow. Although The Bride of Glomdal has touches of the same quirky humour as the earlier Norwegian film, it is distinguished by the sense of sweeping lyricism that runs through it and that owes a considerable debt to (but surpasses) Mauritz Stiller’s Jonah.” (Tom Milne)

## Wiederaufführung/-veröffentlichung
Der Film wurde auf der Carl Theodor Dreyer-Retrospektive 2010 in Berlin im Kino Arsenal mit Klavierbegleitung durch die Pianistin Eunice Martins aufgeführt.
Das kommunale „Filmhauskino“ in Nürnberg zeigte den Film am Sonntag, den 23. November 2014 um 19.15 Uhr. Am Klavier begleitete D. Meyer.
Das Dänische Filminstitut brachte den Film zusammen mit Dreyers Elsker Hverandre/Die Gezeichneten auf einer DVD in den Handel. Beigegeben ist ein Booklet mit Artikeln von den Dreyer-Experten Casper Tybjerg und Morten Egholm. Die Begleitmusik zu beiden Filmen stammt von dem Pianisten Ronen Thalmay.
In Deutschland ist sie bei der Edition filmmuseum erschienen.